# Jesse Armstrong

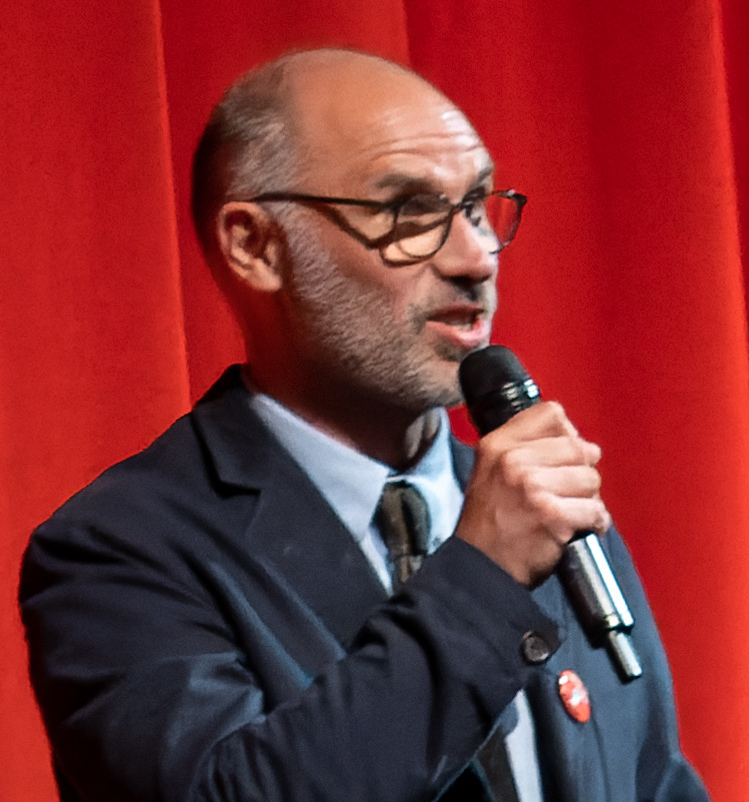
Jesse Armstrong

Jesse Armstrong (* 13. Dezember 1970 in Oswestry, Shropshire, England) ist ein britischer Drehbuchautor und Fernsehproduzent.

## Leben
Armstrong ist seit Beginn der 2000er Jahre als Drehbuchautor tätig, vor allem für verschiedene Fernsehserien. Seit 2008 tritt er auch als Produzent in Erscheinung. Armstrong entwickelte Serien wie Peep Show und The Thick of It, die mehrere Jahre ausgestrahlt wurden und häufig auch prämiert sind. Gelegentlich ist er auch an Kinofilmen beteiligt.
Für die Arbeit am Drehbuch zu Kabinett außer Kontrolle (2009) war Armstrong gemeinsam mit Tony Roche, Simon Blackwell und Armando Iannucci für den Oscar in der Kategorie Bestes adaptiertes Drehbuch nominiert. Hierfür erhielten sie auch eine Nominierung bei den British Academy Film Awards 2010. 2010 wurden sie mit einem London Critics’ Circle Film Award für das beste Drehbuch ausgezeichnet, im Jahr zuvor erhielten sie den BAFTA Scotland Award und British Independent Film Award. Der Film ist ein Spinoff der zuvor von ihnen konzipierten Serie The Thick of It.
Die Serie Succession, die Armstrong maßgeblich entwickelt hatte, gewann 2020 und 2022 jeweils den Emmy und den Golden Globe als beste Dramaserie. Gemeinsam mit dem Comedy-Autor Sam Bain bekam Armstrong außerdem 2010 den WGGB Lifetime Achievement Award und 2011 den British Comedy Award.

## Filmografie (Auswahl)
- 2003–2015: Peep Show (britische Fernsehserie)
- 2005–2009: The Thick of It (Fernsehserie)
- 2009: Kabinett außer Kontrolle (In the Loop)
- 2010: Four Lions
- 2011: Black Mirror (Fernsehserie, 1 Folge)
- 2011–2012: Fresh Meat (Fernsehserie)
- 2014: Babylon (Fernsehserie)
- 2018–2023: Succession (Fernsehserie)
- 2019: Der Tag wird kommen (The Day Shall Come)
- 2020: Downhill